# معماری مصر باستان
معماری در مصر باستان بازتابی عمیق از تمدنی است که طی هزاران سال، هنر و مهندسی را با اعتقادات مذهبی و سیاسی درآمیخت. این معماری نه‌تنها به‌عنوان نمادی از قدرت فراعنه شناخته می‌شد، بلکه تجلی‌گاه باورهای پیچیده‌ی مصریان درباره‌‌ی مرگ و زندگی پس از آن بود.  
اهرام ثلاثه، به‌ویژه هرم خوفو، از شاخص‌ترین نمونه‌های این معماری هستند که با دقت ریاضی و مهارت مهندسی خیره‌کننده‌ای ساخته شدند. این سازه‌های عظیم، علاوه بر کارکرد مقبره‌ای، نشان‌دهنده‌ی توانایی مصریان در سازمان‌دهی نیروی کار و مدیریت منابع بودند.  

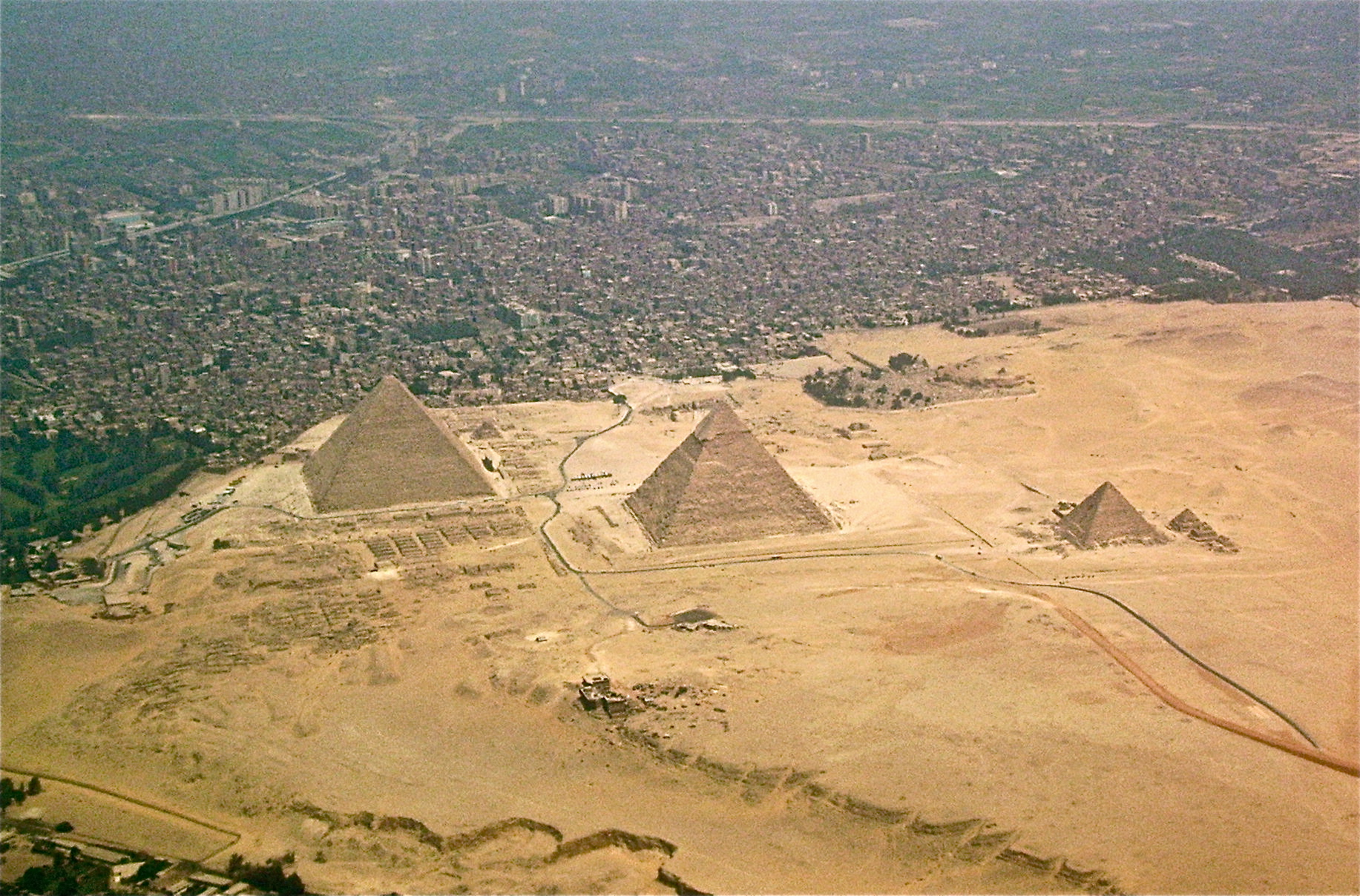
نمایی هوایی از اهرام ثلاثه در حومه شهر قاهره

معابد مصری، مانند کَرنَک و اقصر، با ستون‌های عظیم و نقوش دیواری پیچیده، فضایی مقدس و باشکوه خلق می‌کردند. این بناها نه‌تنها محل عبادت، بلکه مراکز فرهنگی، اقتصادی و سیاسی نیز به‌شمار می‌رفتند و نقش مهمی در یکپارچه‌سازی جامعه‌ی مصر ایفا می‌کردند.  

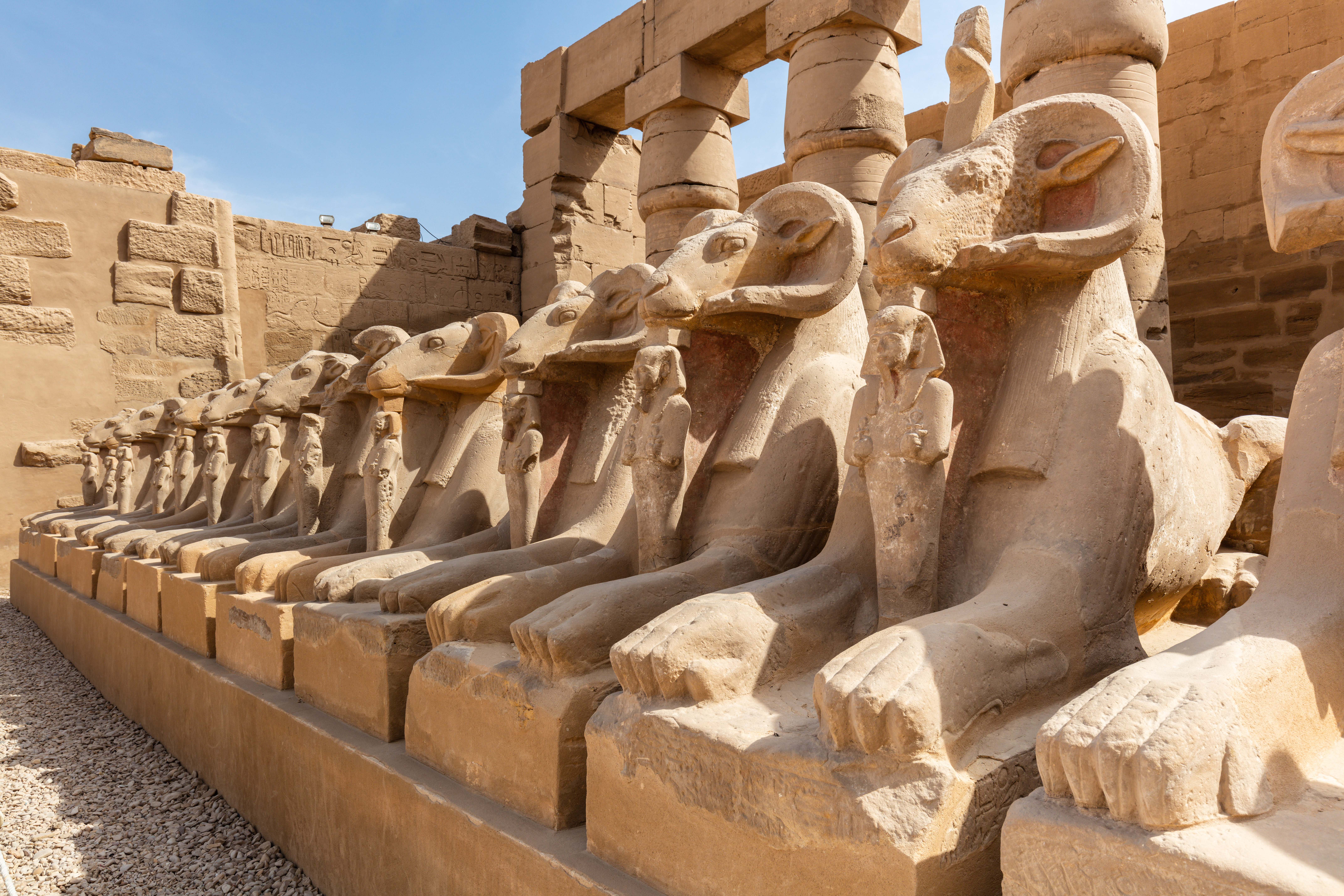
نمایی از قسمتی از معبد کَرنَک، که نشان‌گر پیشرفت خیره‌کننده مجسمه‌سازی در مصر باستان است

مصریان از مصالحی مانند سنگ آهک، گرانیت و ماسه‌سنگ استفاده می‌کردند و با به‌کارگیری روش‌های ابتکاری، سازه‌هایی بادوام می‌ساختند. دوام این بناها تا امروز، گواهی بر مهارت و دقت آن‌ها در معماری است.  
نقوش هیروگلیف و تزیینات دیواری در این بناها، علاوه بر زیبایی، روایت‌گر تاریخ، اساطیر و آیین‌های مصری بودند. این عناصر، معماری مصر را به‌عنوان زبانی تصویری از باورها و ارزش‌های این تمدن معرفی می‌کنند.

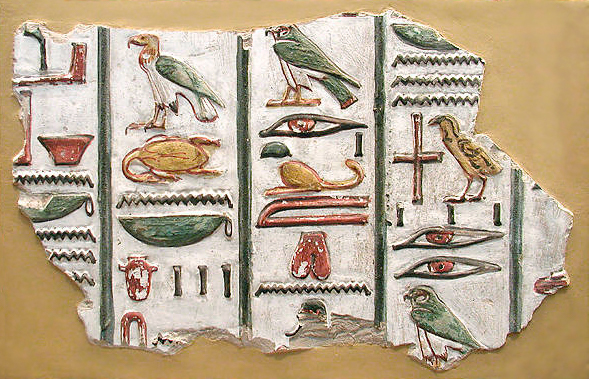

معماری مصر باستان را منتقدان معماری به چندین روش دسته‌بندی کرده‌اند.

## دسته‌بندی بر پایه مصالح
معماری مصر باستان را بر پایه مصالح مورد استفاده به دو دسته می‌توان تقسیم کرد.
1. بناهایی که از خشت (آجر نپخته) در ساخت آن‌ها استفاده شده‌است.
2. بناهایی که از سنگ‌هایی نظیر بازالت، آهک، مرمر و گرانیت ساخته‌شده‌اند.

آثار معماری به جا مانده از تمدن مصر باستان با توجه به مصالحی که در ساخت آن‌ها به کار رفته‌است به‌طور کلی به دو دسته تقسیم می‌شوند.
دسته نخست بناهایی هستند که مصالح به کار رفته در آن‌ها آجر نپخته بوده‌است. از این نوع آجر در ساخت خانه‌های مصری در طول تمدن‌های فراعنه، یونانی، قبطی و اسلامی استفاده می‌شده‌است و امروزه در ساخت خانه‌های روستایی کاربرد دارد.
نوع دوم معماری سنگی است.
- مصریها قومی ابدیت گرا بودند. در مصر هر معماری که مربوط به آن دنیا باشد سنگی است و هر معماری که مربوط به این دوران باشد خشتی و فانی است.

گذشته از معماریی که در خدمت مذهب و مراسم تدفین بود نوع دیگری از معماری با نام معماری نظامی نیز در مصر رواج داشت که معرف آن قلعه‌ها و برج‌هایی بودند که در آن زمان ساخته شده‌اند این نوع معماری در دوران حکومت آل ایوب به اوج خود رسید که نمونه‌های بارز این سبک معماری قلعه صلاح الدین و دژ المظفر است.
شکی نیست که قاهره بعد از اسلام تا پایان دوران عثمانی کماکان شاهکار معماری جهان محسوب می‌شد که دیوارهایی دور تا دور آن را محصور کرده بود. دروازه‌های باشکوهی برای تردد به این شهر در بین این دیوارها ساخته شده بود ولی تنها دروازه‌های باب‌النصر، باب‌الفتوح و باب‌الزویلا باقی مانده‌است.
- در دوره بعد از این ساخت کلاً عوض شد و ساخت معبد و مقبره سنگی و صخره‌ای صورت گرفت یعنی صخره را سوراخ کرده و داخل آن مقبره می‌ساختند. مشهورترین آن‌ها مقبره خنوم حوتپ در ۲۱۸۰ق. م و مقبره آمنمحت در بنی حسن می‌باشد؛

مقبره سنگی خنوم حوتپ
معابد در مصر دو دسته‌اند:
یکی معابد برای عبادت خدایان مثل معبد هوروس در ادفو و دیگری معابد برای مردگان مثل معبد ملکه حتشپسوت در دیرالبحری و معبد تخته سنگی غول آسای رامسس دوم در ابو سمبل
برای مثال معبد حتشپسوت:
این مجموعه در دامنه کوه جاسازی شده و ترکیب هیجان انگیزی را با معماری و طبیعت به‌وجود آورده‌است. سطوح تراس‌ها با راهروهای ستون‌دار جانبی به وسیلهٔ معبدی شیب‌دار به یکدیگر متصل می‌شوند در وسط تراس بالایی هرم کوچک "سنگی به عنوان نشانی از مقبره قرار دارد. محل دفن فرعون در خارج از مجموعه در دل کوه جای داده شده بود. این معبد ترکیبی از عظمت اهرام دوره پیشین و تالارهای ستون دار چند طبقه است.
معبد حتشپسوت
معماری بناها و کاخهای پادشاهی کهن مصر باستان:
در حدود ۳۰۰۰ قبل از میلاد مسیح مصر سفلی و مصر علیا توسط فرعونی به نام تامر با هم متحد شد و اولین سلسله با یک سیاست واحد" ترکیبی از دو فرهنگ را به مورد اجرا درآورد پس از گذشت این دوره به تدریج معماری مصطبه آغاز شد.
مقابر مصطبه‌ای:
- اولین مقبره‌هایی که در مصر ساخته شد مصطبه نام داشت که مقبره‌های انفرادی بودند و از سنگ ساخته شده و ارتفاع آن‌ها از سطح زمین حدود ۲/۵ متر بوده‌است.

این مقبره‌ها که معمولاً به شکل سکویی بلند و مستطیل شکل با دیوارهای پر شیب و قطور و با مفرغ سنگ یا آجر هستند محوطه‌ای برای دفن بودند که محوطه اصلی تدفین در زیر زمین و عمق زیاد قرار داشت و به وسیلهٔ هواکش به سکویی بلند متصل می‌شد و در ضمن بسیار محکم نیز بودند.
در سراب یا همان محوطه تدفین مقبره مصطبه‌ای هیچگونه ارتباطی با محیط خارج وجود نداشت. نقاشی و مجسمه درگذشته و نیز اشیاء نفیس و ظروفی که برای مرده لازم بود در آنجا می‌گذاشتند. ارتباط مقبره با خارج از دری بود و به فضای کوچکی منتهی می‌شد که اقوام نزدیک هدایای خود را آنجا می‌گذاشتند.
سوراخی که از بالای جسد" متوفی را از آن وارد می‌کردند در برخی موارد از بام تا محل استقرار جسد بیش از ۳۰ متر عمق داشت و پس از اینکه جسد را داخل قرار می‌دادند این سوراخ را کاملاً مسدود می‌کردند و دهانه آن را به دقت مانند سایر نقاط سقف می‌پوشانند. به‌طوری‌که دیگر این مسیر کشف نگردد.

## دسته‌بندی بر پایه دوره تاریخی
صاحب نظران هنر و معماری مصر را به ۳ دوره تاریخی تقسیم نموده‌اند:
دوره پادشاهی کهن
در حدود ۳۰۰۰ قبل از میلاد مسیح مصر سفلی و مصر علیا توسط فرعونی به نام «نارمر» با هم متحد شدند و اولین سلسله با یک سیاست واحد ترکیبی از دو فرهنگ را به مورد اجرا درآورد پس از گذشت این دوره که به تدریج معماری مصطبه آغاز می‌شود.
این دوره از سال ۳۲۰۰ تا ۲۰۴۰ قبل از میلاد به طول کشید هرم خوفو که بزرگ‌ترین هرم از اهرام ثلاثه است مربوط به این دوره بوده که دارای ۱۴۶ متر ارتفاع بوده که امروزه ۱۳۷ متر از آن باقی مانده‌است و دارای قاعده‌ای مربع شکل به ضلع ۲۴۳ متر (سطحی معادل ۵ هکتار) می‌باشد. این هرم از سنگ‌های ۲ تنی ساخته شده‌است و ساخت آن ۲۰ سال به طول انجامید. این هرم علاوه بر مقبره سمبل خدای رع هم بوده که نماد قدرت شاهان مصر است.
دوره پادشاهی میانه
این دوره از سال ۲۰۴۰ تا ۱۶۵۰ قبل از میلاد به طول کشید از مشخصات بارز این دوره
1. از بین رفتن اهرام، که خود نشان دهنده کاهش مرکزیت حکومت و آیین رع می‌باشد.
2. معماری معابد رونق گرفت و بزرگ‌ترین معابد در این دوره بنا گردید.

خصوصیات معابد این دوره
1. سردر و حیاط همیشه مزین به نقاشی‌های است که فرعون را در حال غلبه بر دشمنان نشان می‌دهد و تزئینات سقف که بر خطوط افقی تأکید دارد. نقش سرستون‌ها از گیاهان اطراف نیل اقباس شده و گاهی ستونها به شکل مجسمه انسان بکار رفته‌اند.
2. در مجسمه‌سازی این دوره جلوه‌هایی از واقع‌گرایی را می‌توان دید.
3. نقاشی تغذیه غزالان متعلق به این دوره‌است که در مقبره حنوم هوتپ یافت شده‌است.

دوره پادشاهی جدید
این دوره از سال ۱۵۵۰ تا۱۰۷۰ قبل از میلاد به طول کشید از بناهای عظیم این دوره، معبد سنگی رامسس دوم (آخرین فرعون بزرگ مصر) است که دارای چهار پیکره عظیم نشسته در نمای ورودی خود است. راهروی ورودی این معبد در هر دو سو ستونهایی به صورت پیکره ایستاده رامسس دوم قرار داشت که بعدها الگویی برای ستونهای یونانی می‌شود.
خصوصیات این دوره
در این دوره به دلیل تعداد زیاد پیکره‌ها به ظرافت کاری کمتر توجه شده‌است.

## ایده‌ها و مفاهیم
دیودور سیسیلی مورخ بزرگ جهان باستان بر این باور بوده‌است که:مصریان خانه‌های خود را مکانی ناپایدار، ولی آرامگاه ابدی خویش را مسکن جاودانی خود به‌شمار آورده‌اند. مصریان نه تنها بناهای قبرهایشان را با حوصله و سرمایه‌گذاری در دست گرفته و به پایان می‌رسانده‌اند. بلکه فضای پیرامونی آن را نیز هرچه زیباتر و سرسبزتر و باشکوه تر به جای می‌گذاشته‌اند.
فراعنه، کاهنان و روحانیان عالیمقام، اشراف و نجبا و صاحب منصبان لشکری و کشوری و مدیران امور دیوانی یا هر کس دیگر که دارای تمکن مالی بود، پیش از آنکه مرگ او فرا رسد، خانهٔ آخرت خود را ساخته و می‌آراست. پس از مرگ هر مصری می‌توانسته‌اند از قبر وی دریابند که وی متعلق به کدام طبقهٔ جامعه بوده‌است. به سخن دیگر خانهٔ آخرت او معرف خانهٔ دنیای زندگان وی بوده‌است و نشان می‌داد که وی در زندگی چگونه و در چه شرایطی به سر می‌برده‌است.
به نظر مصریان باستان آن‌ها هر چقدر مقام مردگان بالاتر بود، مقبره بزرگتری برای او ساخته می‌شد.

### مومیایی‌ها
مصری‌ها زندگی کوتاه این جهان را فانی و مرگ را آغاز یک حیات نوین و جاویدان در دنیای دیگر می‌شناختند. به همین دلیل منازل خود را با مصالحی مانند خشت و گل و مقابر را از مصالح با دوامی مانند سنگ می‌ساختند. بر اساس اعتقاد و تفکر آنان هر انسان علاوه بر جسم دارای یک روح به نام «بع»، ویک پیکر شبه گونه به نام «کا» است. «بع» پس از مرگ در زمین مانده و هر شب به جسد بازمی‌گردد ولی «کا» می‌تواند مابین این دوجهان در حرکت باشد. به اعتقاد اینان، شرط جاودانه بودن زندگانی آن بوده که به و کا هر دو بتوانند جسد خود را شناخته و به آن بازگردند. به همین علت برای از بین نرفتن اجساد مردگان آنان را مومیایی کرده و کلیه اشیاء و متعلقات آنان را در کنارشان قرار می‌دادند. هم چنین برای محافظت از جسد، مقابر را محکم و غیرقابل نفوذ می‌ساختند تا «کا» بتواند در آنجا سکونت کند و از بلاهای طبیعی و سرقت اموال در امان باشد. درهای کاذب در کنار مقابر به منظور ورود و خروج «بع» و «کا» ساخته شده بود تا آن‌ها بتوانند تردد کنند.

### زندگی پس از مرگ
مصریان قدیم اعتقاد داشتند که فراعنه پس از مرگ به خدایی می‌رسند و بنابراین مقابرشان می‌بایست بسیار عظیم و غیرقابل نفوذ ساخته می‌شد. چهار مثلث جانبی هرم در اهرام مصر به گونه‌ای طراحی شده‌اند که پرتوهای خورشید بر جسد فرعون تابیده شود و رابطه جاودانی او را با خدای آفتاب که «رع» نام دارد، حفظ کند. در کنار این اهرام مقابر کوچک‌تر مکعب شکلی به نام مصطبه به تعداد زیادی ساخته شده‌است. فراعنه مراسم خاکسپاری خود را به شکل یک سنت ملی درآورده بودند به‌طوری‌که مذهب، هنر و تفکر مصریان آن زمان به شدت به سمت پرستش آنان سوق یافته بود.

## اهرام

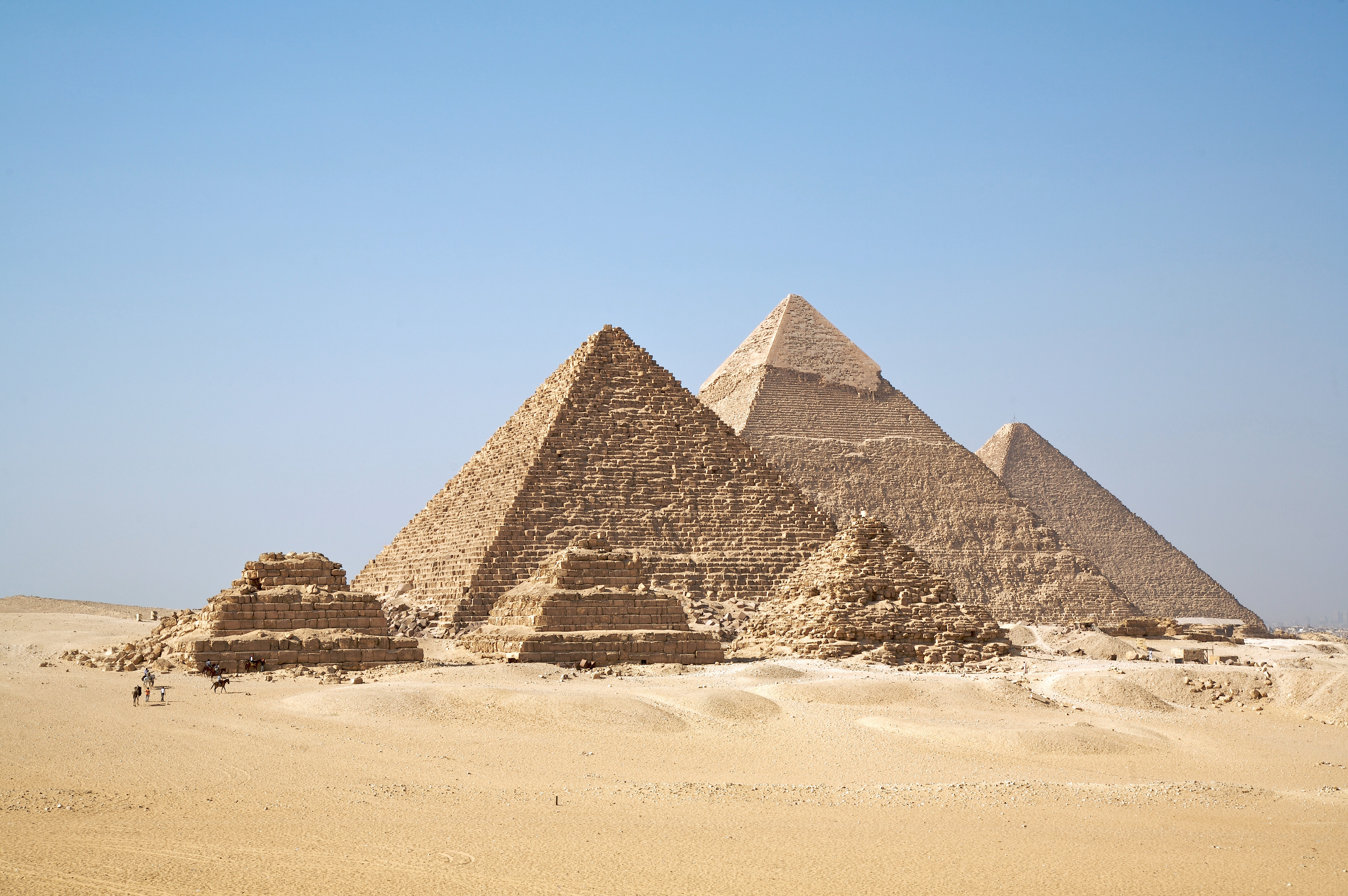
اهرام جیزه

از سال۲۳۰۰ تا۲۷۰۰ قبل از میلاد، ۸۰ هرم در مصر ساخته شد. اولین هرم بزرگ را دومین پادشاه از دودمان سوم فراعنه به نام جوزر بر پا کرد و این سنت تا سلسله هجدهم ادامه یافت. بعد از آن تا بیست و پنجمین فرعون دیگر هرمی ساخته نشد.

## عملیات ساخت بناها
کارگران تا اتمام شدن کار ساخت بنا مجبور بودند در مجاورت معدن سنگی که بنای مورد نظر باید با آن شکل می‌گرفت، زندگی کنند از نکات جالب توجه‌ای که در ساخت بناهای شگفت‌آور مصر شایان ذکر است ساده بودن ابزار کارگران آن دوران در مقابل خلق این بناهای شگفت‌آور است.

## طراحی معماری
در دوران فراعنه وجود یک طرح معماری پیش از اقدام به ساخت یک بنا ضروری محسوب می‌شد. نمونه‌هایی از این طرح‌ها را می‌توان روی کوزه‌ها و سنگ‌ها دید. در واقع در مصر باستان صنعت‌گرانی که مهارت‌های خاصی در ساخت بنا و ارائه طرح آن داشتند در قالب یک متخصص تجربیات خود را نسل به نسل منتقل کردند.

### معماری مصر
از کناره رود نیل تا سودان امروزی را سرزمین مصر می‌نامند. در مسیر این رود آبشارهایی قرار دارد که رود نیل پس از گذشتن از این آبشارها نزدیک به۷۰۰کیلومتر راه همواری را به سوی دره‌ای عمیق می‌پیماید. اطراف این دره را پرت گاه‌هایی بلند سنگی فرا گرفته‌اند، پهنای دره۱۲تا۱۵کیلومتر است، رود نیل قبل از اینکه به دریای مدیترانه بریزد، از دشت همواری می‌گذرد، در این دشت، رودخانه به شاخه‌های زیادی تقسیم می‌شود و تشکیل دلتا می‌دهد (استاد لمن)
مصری‌ها در نزدیک به۴۰۰۰سال پیش از میلاد کار با مس را آموخته بودند. با ساخت ابزار مسی، دوره سنگ به پایان رسید. ساخت ابزار مسی به وسیله کندن اشکال مورد نظر در روی زمین انجام می‌گرفت، که گودال‌های ایجاد شده به وسیله مس مذاب پر، و پس از سرد شدن مورد استفاده قرار می‌گیرد.
ساکنین مصر در دو منطقه شمالی وجنوبی با دو فرهنگ و رسوم کاملاً متفاوت از یکدیگر می‌زیستند. در مصر سفلی، شغل مردم گله داری و مسکن آن‌ها به صورت چادرنشینی بوده، ولی در مصر علیا، مردم به کشاورزی اشتغال داشتند، و محل سکونت آنها ثابت بوده و همچون سومری‌ها از نی به عنوان مصالح ساختمانی برای ساختن خانه‌ها استفاده می‌کردند. یکی از اختلافات فرهنگی دو قوم، مراسم مذهبی دفن کردن مرده‌ها بود. در مصر سفلی، مرده‌ها را در قبر و در خارج از محل سکونتشان به خاک می‌سپردند. در صورتی که مصر علیا، مرده‌ها را در محل سکونت خودشان، یعنی با کشیدن دیوارو بستن راه آن قسمت از خانه، دفن می‌کردند (ملک شهیر زادی)
«هرودت» مورخ مشهور یونان دربارهٔ مصری‌ها می‌گوید:(مصری‌ها بیشتر از هر قوم دیگری به حد افراط مذهبی اند). آن‌ها سکونت گاه‌های خود را، از مصالح کم دوام می‌ساختند، ولی در ساختن معابد و آرا مگاه‌های پادشاهان، از سنگ‌های سخت استفاده می‌کردند. به‌طور کلی توجه مصری‌ها به زندگی در این جهان، برای ادامه زندگی و دست یابی به سعادت در مرحله دوم زندگی، یعنی زندگی پس از مرگ بوده‌است و هنر ایشان نیز، بر اساس این نحوه نگرش آن‌ها به زندگی پایه‌ریزی شده بود. (گاردنر)
اوضاع طبیعی مصر و زندگی مصریان؛ در مذهب آن‌ها منعکس شده بود. در دوره‌ای که مصری‌ها به صورت نظام اجتماعی و جماعتی نخستین زندگی می‌کردند، خدایان خود را به صورت جانوران و پرندگان می‌پنداشتند. آن‌ها خدایان خود را به شکل انسان اما با سری از حیوانات و پرندگان می‌ساختند. با پیشرفت کشاورزی در بین مصری‌ها، آن‌ها به پرستش «خورشید» پرداختند، زیرا که آن را سرچشمه گرما، رشد و حیات می‌دانستند. خدای آفتاب «رع» نامیده می‌شد (جنسن). خورشید پادشاه خدایان بود. همچنین علت طغیان رود نیل را نیز به خدای نیل نسبت می‌دادند که از قسمت بالا و سرچشمه این رودخانه با کوزه آب می‌ریخت. به همین دلیل آن‌ها همیشه دعا می‌کردند، که خدای نیل به مزارعشان بیاید و هنگامی که نیل طغیان کرد، مردم مصر جشن می‌گرفتند و خدای نیل را سپاس می‌گفتند (ویل دورانت)

### معماری پادشاهی کهن
در حدود سه هزار سال قبل از میلاد مسیح مصر سفلی و مصر علیا توسط فرعونی به نام «نارمر» با هم متحد شدند؛ و اولین سلسله با یک سیاست واحد، ترکیبی از دو فرهنگ را به مورد اجرا درآورد، پس از گذشت این دوره است که به تدریج معماری مقبره‌ای یا «مصطبه» آغاز می‌گردد.

### مقابر مصطبه‌ای
این مقبره‌ها که مصطبه خوانده می‌شوند. معمولاً به شکل سکویی بلندو مستطیل شکل با دیواره‌هایی پرشیب و مفروش از سنگ یا آجر بر روی محوطه تدفین ساخته می‌شده‌اند. محوطه تدفین در عمق زیادی در زیر زمین قرار داشت و به وسیله هواکش به سکوی بلندی متصل می‌شده‌است
شکل مصطبه احتمالاً از تپه‌های خاکی یا سنگی که مقبره‌های پشین را می‌پوشانید، الهام گرفته شده‌است. این درحالی است که، در بین‌النهرین تقریباً نوعی بی‌تفاوتی نسبت به آیین مردگان و حفظ مقبره‌ها وجود داشته. در صورتی که در مصر این‌گونه مساءل را در درجه اول اهمیت قرار می‌دادند (گاردنر) در سرداب (محوطه تدفین) مقبره مصطبه‌ای هیچ گونه ارتباطی با محیط خارج وجود نداشت، نقاشی ویا مجسمه متوفی ونیز اشیاء نفیس و ظروفی که برای «کا» ضروری بود، قرار داده می‌شد (جنسن). ارتباط مصطبه با محیط خارجی از طریق دری بوده که به فضای کوچکی منتهی می‌شد و اقوام و نزدیکان متوفی هدایای خود را برای وی در آنجا می‌گذارند. سوراخی که از بالای جسد متوفی را از آن وارد می‌کردند، در برخی موارد از بام تا محل استقرار جسد، بیش از ۵/۳۰ متر به طرف پایین عمق داشت. پس از اینکه جسد را داخل مقبره قرار می‌دادند، این سوراخ را کاملاً مسدود می‌کردند و دهانه آن را به دقت مانند سایر نقاط سقف می‌پوشاندند، به‌طوری‌که دیگر این مسر کشف نگردد و هر کسی به آن دسترسی نیابد.
این آثار نه تنها اولین شکل مقابر ساخته شده در مصر بودند، بلکه ساخت آن‌ها در زمانی که اهرام نیز به وجود آمد، ادامه یافت و به عنوان مقابر اشراف و نزدیکان فرعون، در کنار اهرام بنا گردید و طول آن‌ها از۵/۴ تا ۵۲ متر و ارتفاعشان از۳ تا۹ متر متغیر بوده‌است. علت عمود نبودن دیوار این مقابر و تمایل آن‌ها به داخل ظاهراً باید در استحکام بیشتر این نوع «دیوارها» نسبت به دیوارهای عمودی بوده باشد (وحدتی اصل)

### هرم پله پله‌ای زوسر (جوسر)
در دوره سلسله سوم در حدود (سال۲۷۵۰ ق. م) مقابر مصری شکل هرم‌هایی پله دار به خود گرفت. مشهورترین این مقابر (احتمالاً اولین آن‌ها مقبره پادشاه زوسر است که روی همان تپه مستطیل شکل اجدادی و در شهر سقاره یا گورستان باستانی ممفیس برپا شده‌است. این هرم نخستین مقبره عظیم پادشاهی بود. شکل هرم مزبور ظاهراً چیزی حد واسط بین مصطبه وهرم‌های حقیقی بعدی در جیزه است. در واقع متشکل از چندین مصطبه است که به تدریج کوچک شده و در پایان کار ساختمانی، مشابه زیگورات‌های بزرگ بین‌النهرین شده‌است. اما هرم زوسر بر خلاف زیگورات‌ها یک مقبره است، نه یک معبد. ارتفاعش از بنای مردگانی که پیرامونش قرار دارند، بلندتر است.
مقبره زوسر کارکردی دوگانه داشت:
1. حفاظت از پادشاه مومیایی و اشیاء دفن شده‌است.
2. مجسم ساختن قدرت مطلق و خدا گونه وی به کمک حجم و صلابت خویش. این ساختمان را با معبدهایش. یک زیارتگاه درمانی می‌پندارند. مجموعه مهتابی‌های محصور و حیاط بزرگش، اثر «ایمحوتب» یعنی نخستین هنرمندی بود که نامش در تاریخ مدون آمده‌است. او که وزیر اعظم پادشاه زوسر بود، مردی با نیروی افسانه‌ای بود که در جهان باستان نه فقط به عنوان انسانی فرزانه، جادوگری حکیم، کاهن و کاتب گونه‌ای نابغه و کار دان که بعدها به عنوان خدا پرستیده شد، نیز ستوده می‌شد.

### شهر تاریخی ممفیس در مصر
البته اعتقاد مصریان با خداسازی فراعنه و خدایان عجیب نیمه حیوان، نیمه انسان شکل گرفت. اعتقاد به زندگی و جاودانگی پس از مرگ، به شرط سالم ماندن اجسادشان، مهم‌ترین مورد در باورهایشان بود. فناناپذیر بودن مختص طبقات سلطنتی و اشراف و بزرگان بود و برای خدمت گذاران، تنها امید بندگی برای سرورانشان در جهان ماوراء ستارگان وجود داشت. به باور مصریان آن دوره، در روز رستاخیز، روح انسان مرده مجدداً وارد کالبدش خواهد شد؛ بنابراین جسد وی بایستی دست نخورده و سالم باشد. در زمان‌های قبل، شن‌های داغ بیابان در نگهداری اجساد کمک مؤثری می‌کردند و این عقیده را القا می‌کردند. در دوره پیش از تاریخ، ترتیب به خاک سپردن اموات طوری بود که بر اثر مجاورت با شن‌های صحرا رطوبت بدن انسان جذب می‌شد و به این ترتیب بدن محفوظ می‌ماند.
این اعتقاد به مدت سه هزار سال پابرجا ماند و بعد از آن بود که مومیایی کردن نوعی تخصص با ارزش در میان تمدن‌های اولیه ه شمار می‌رفت. بر اساس تفکر خاص مصری، لاشه مومیایی شده باید در مقبره‌ای نفوذناپذیر محافظت گردد و این کار بسیار مشکل بود. به هر حال تسخیرناپذیری مقبره‌ها تبدیل به پایه و اساس معماری مصریان گردید. این تسخیرناپذیری باید در بیش از یک بعد در نظر گرفته می‌شد؛ یعنی حفظ امنیت جسد به همراه امنیت دارایی‌ها، همسران، اثاث، غذا و جواهرات فرد مرده. آثار هنری امروزه که کوزه‌های جهان را انباشته‌است، پیش تر در گورها منتظر زندگی مجدد پس از روز رستاخیز بوده‌اند.
این گورها نه فقط مقبره‌ای نفوذ ناپذیر، بلکه خزانه، معبد و اثری هنری به‌شمار می‌روند. مقبره‌های مصریان نه فقط نفوذناپذیر بودند، بلکه بسیار بادوام و محکم نیز به نظر می‌رسند. مقابر به‌طور عمده نزدیک منطقه ممفیس (Memphis) ساخته می‌شدند. در سمت جنوب قاهره پایتخت پادشاهی قدیم نوم (Nome) قرار داشت. این گورهای مصطبه‌ای شکل کوچک با پله‌های اطرافشان و یک بام مسطح، در اصل اولین معماری ساخته شدهٔ مصریان به‌شمار می‌آیند. نام مصطبه از عربی می‌آید و به معنی نوعی نیمکت است که آن را در خارج خانه پشت در می‌گذاشتند. مصطبه‌ها تقریباً توپر بودند اما در بعضی مواقع در قلب این تودهٔ گلی، آجری یا سنگی، ردیفی از اتاق‌ها قرار داشتند، همچون اتاق تدفین، شامل تابوت سنگی منقوش مرده، با تمام متعلقاتش. ظاهراً در محل دفن یک فرورفتگی، مانند نوعی در یکپارچه کاذب وجود داشت که از طریق آن روح (Ka) می‌توانست به جسد بازگردد. این فرورفتگی همچنین به عنوان نمازخانه‌ای کوچک به کار برده می‌شد، و حکم جایی را داشت که قربانیان را در آنجا به خدایان تقدیم می‌کردند و راهب می‌توانست برای آرامش روح مرده دعا بخواند.

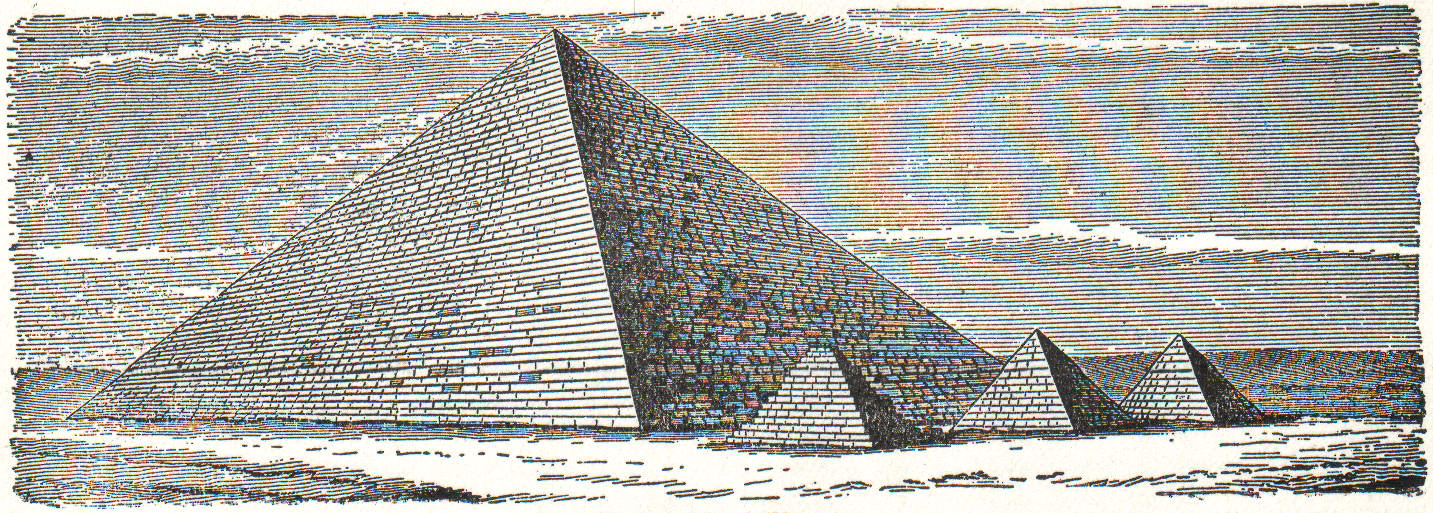
اهرام ثلاثه

### اهرام ثلاثه
در مصر سه هرم از فراعنه سلسله چهارم؛ به نام‌های خوفو (خئوپس)-خفرع (خفرن) و «منکوریچ))(مرکینوس) وجود دارد. این هرم‌ها که در حدود۲۷۰۰ ق. م ساخته شده‌اند، در جیزه قرار دارند و در سرزمین مصر مظهر پایداری ابدی، علم، پنهانی، رمز و فنون، حکمت ازلی، جادوگری بوده‌اند. اهرام جیزه نقطه اوجی در تکامل آن شیوه معماری به‌شمار می‌رود، که با ساختن مصطبه آغاز گردید. ساختمان این اهرام زائیده ضرورتی خاص نبود. پادشاهان می‌توانستند مصطبه‌ها را تا بی‌نهایت روی هم و مقبره‌هایشان را سنگین تر کنند. گویا زمانی که پادشاهان سلسله سوم اقامتگاه دائمی خویش را به ((ممفیس»انتقال داده‌اند، تحت تأثیرهلیوپولیس که در مجاورتشان بود قرار گرفتند. این شهر مرکز کیش نیرومند «رع» خدای آفتاب بود که تصویرش به صورت یک سنگ هرمی شکل به نام «بن بن» ساخته شده بود. در دوران سلسله چهارم، فراعنه مصر خود را فرزندان «رع» نامیدند و به همین جهت، از آن پس کوشیدند او را بر روی زمین مجسم کنند؛ بنابراین فراعنه دیگر فاصله‌ای با انتقال اعتقاد به وجود روح و جسم خداگونه خودشان به همان طریق مشابه، به درون مقبره‌های هرمی شکل نداشتند.
به‌طور کلی معماری مصری در آغاز با ساختما نهایی از خشت و چوب و نی و پاره‌ای مصالح سبک دیگر برپا گردید. ایمحوتب، ساختمان‌های با سنگ‌های تراشیده شده را مرسوم کرد. در عین حال انواع قالبهای معماریش هنوز انعکاسی بود از شکل‌ها و ابتکاراتی که در شیوه بنایی با مصالح سبک و کم دوام بکار می‌رفت، همین است که در معماری وی پیل پاهایی به انواع مختلف همیشه در درون جرز کار گذاشته شده‌است، نه به صورت مستقل و قائم به خود و همه یادگاریست از دسته‌های نی یا تیرهای چوبی که میان دیوارهای خشتی نصب می‌شود، تا استحکام آن‌ها را افزایش دهد. اما همین موقعیت که این عناصر ساختمانی دیگر خاصیت وجودی یا کاربرد خود را از دست داده بودند، موجب آن شد که ایموحتب و معماران پیرو او ستون‌ها را به نوعی تازه تبدیل نمایند و آن‌ها را در را هدف نوین به کار برند، پذیرش این حقیقت که قالب‌ها یا به صورت‌های معماری می‌تواند حالت و اندیشه‌ای را به بیان آورد، در وهله اول دشوار می‌نماید و عموماً چنین می‌پنداریم که اگر این قالبها از نظر ساختمانی خاصیتی معین در طبقه‌ای قطعی نداشته باشند. دیگر چیزی جز تزیین سطحی نخواهد بود (ویل دورانت)
یونانی‌ها از ستون‌های مصر اقتباس نموده و سپس آن را تکمیل بخشیدند. شبیه ستون‌های پاپیروس که معروف مصر سفلی است. در بنای کاخ شمالی مزاز پادشاه زوسر به کار گرفته شده‌است. مصری‌ها از پیش از سلسله‌ها روش طاق زنی را می‌دانستند و در حدود۳۰۰۰سال ق. م به ندرت از طاق زنی استفاده کرده‌اند. در نهایت باید گفت معماری مصری معماری جرمی است و توجه‌شان به فرم و جرم بوده تا فضاسازی و همچنین معماران مصر از شیوه ستون‌های افقی و عمودی نهایت استفاده را برده‌اند.
از بناهای باشکوه مصری باید به معابد سر در هم اشاره نمود، این بناها دارای سردرهای عظیم و جسیمی بودند که بر روی آن نقوش کنده کاری شده و برجسته تعبیه شده‌است. بر روی سردر این معابد جایی برای نصب پرچم‌های بزرگ قرار داشت. سر درهای این معابد به حدی بزرگ و عظیم بود که تمام ساختمان معبد تحت تأثیر این وضعیت قرار می‌گرفت. یکی از نمونه‌های بارز این نوع بناها معبد خنوس در کرنک و نمونه‌های دیگر است.